# Ван дер Мер, Эрик
Э́рик ван дер Мер (нидерл. Erik van der Meer; род. 7 июля 1967, Утрехт) — нидерландский футболист, защитник, после завершения игровой карьеры — футбольный тренер.

## Биография

### Ранние годы
Футболом начал заниматься в академиях ВВ РУК и «Элинквейк».

### Клубная карьера
В 1985 году попал в «Утрехт», в котором начал профессиональную карьеру, проведя десять сезонов. За это время сыграл 205 матчей в Эредивизи, а также участвовал в Кубке УЕФА в сезонах 1987/88 (против «ЛАСКа» и «Вероны») и 1991/92 (против «Штурма» и мадридского «Реала»).
В сезоне 1995/96 играл в Эрстедивизи за «Камбюр», но занял с командой лишь 6-е место и не смог ей помочь выйти в элиту. Летом 1996 года стал игроком бельгийского клуба «Беерсхот ВАК», выступавшего во втором по уровню дивизионе страны. Там он провёл 8 матчей, после чего перебрался в испанский клуб «Реал Мурсия» из Сегунды B, где находился до конца сезона.
Завершил игровую карьеру в клубе «Вендам», за который выступал с 1997 по 1999 год в Эрстедивизи.

### Карьера в сборной
Выступал за различные юношеские и молодёжную сборную Нидерландов.

### Карьера тренера
Начал тренерскую работу в родном «Утрехте», где с 2002 по 2004 год тренировал молодёжную команду, после чего один сезон был ассистентом Яна ван Дейка в «Розендале».
С января по декабрь 2007 года тренировал любительский нидерландский клуб Вв СХО, после чего в начале следующего года по приглашению своего соотечественника Марка Вотте стал его ассистентом в катарском клубе «Аль-Ахли» (Доха). Однако уже летом того же года весь тренерский штаб покинул команду.
В течение всего 2009 года Эрик тренировал ещё одну любительскую нидерландскую команду — на этот раз ДОВО.
В январе 2010 года стал главным тренером «Аль-Ахли» (Доха), где проработал до конца года, после чего стал спортивным директором другой катарской команды «Эш-Шамаль», но пробыл на этой должности всего месяц.
В феврале 2011 года перешёл в структуру донецкого «Металлурга», где стал координатором юношеского и молодёжного направлений в академии, а в 2014 году также возглавлял команду U-19, выступавшую в юношеском чемпионате. В 2015 году работал с малайзийским клубом «Френз Юнайтед».
В январе 2016 года стал главным тренером днепродзержинской «Стали», куда его пригласил новый президент клуба Вардан Исраелян, знакомый с нидерландским специалистом по совместной работе в «Металлурге». Контракт рассчитан на 1,5 года. В августе 2016 года покинул клуб по семейным обстоятельствам.

## Статистика
Статистика выступлений в качестве футболиста по сезонам:
- 1985/86: «Утрехт» — 12 игр (0 голов)
- 1986/87: «Утрехт» — 30 (0)
- 1987/88: «Утрехт» — 24 (1)
- 1988/89: «Утрехт» — 23 (2)
- 1989/90: «Утрехт» — 11 (1)
- 1990/91: «Утрехт» — 30 (4)
- 1991/92: «Утрехт» — 28 (0)
- 1992/93: «Утрехт» — 23 (0)
- 1993/94: «Утрехт» — 15 (1)
- 1994/95: «Утрехт» — 9 (0)
- 1995/96: «Камбюр» (Эрстедивизи) — 19 (0)
- 1996/97: «Беерсхот ВАК» (Д 2) — 8 (0)
- 1996/97: «Реал Мурсия» (Сегунда B) — 18 (0)
- 1997/98: «Вендам» (Эрстедивизи) — 15 (0)
- 1998/99: «Вендам» (Эрстедивизи) — 16 (0)